# Castell de l'Abizanda
El Castell de l'Abizanda (en aragonès: Castiello de l'Abizanda o Torre de l'Abizanda) és un castell que es troba localitzat a la localitat aragonesa d'Abizanda (comarca de Sobrarbe, província d'Osca).

## Localització
La localitat d'Abizanda es troba a 34 quilòmetres al nord de la ciutat de Barbastre, seguint la carretera A-138, que uneix Barbastre amb França, entre les localitats de Mipanas i Escanilla. La torre és destacadament visible des de l'entrada al poble, al qual domina des de dalt.

## Història

### Construcció
Els antecedents es remunten al comtat de Sobrarbe, quan finals del segle x hi havia una torre de vigilància que va ser destruïda el 1006 el musulmans. L'origen de l'actual castell d'Abizanda té el seu origen en el període en què Sanç III de Pamplona va conquerir el comtat de Sobrarbe, concretament el 1023. Sobre la torre derruïda es va construir la resta de la torre fins a arribar a 24 metres. Es tracta d'una construcció realitzada per mestres llombards que permet qualificar en el més antic estil romànic, on cal destacar l'única porta d'accés, d'un metre d'amplada situada a una altura de més de 6,50 metres. Enllaçava amb una línia defensiva mitjançant torres i castells per controlar la zona fronterera amb els territoris de dominació musulmana. És en aquest context on s'emmarca el recinte fortificat de Abizanda, un cop conquerida la plaça als musulmans, els quals havien construït un edifici defensiu anterior per protegir la zona. El castell tenia com a missió controlar tant la zona de la vall del Cinca com la conca de l'Isàvena. La seva funció va haver de ser, doncs, de vigilància i defensa de la frontera més meridional del Sobrarbe enfront dels musulmans. Es comunicava visualment, probablement mitjançant senyals de foc, amb els castells de Secastilla, Clamosa i Troncedo, pel vessant esquerre del Cinca, i per la dreta amb els de Escanilla, Samitier, Olson i Buil.

### Revolta del comte d'Urgell
Al segle xv destaca l'atac patit en 1413. Pertanyia en aquells dies el castell i plaça de Abizanda al comte Jaume II d'Urgell el qual, després de no haver estat elegit com a successor de la Corona d'Aragó al Compromís de Casp, no va acatar la decisió que l'elecció recaigués en Ferran I d'Aragó i es va aixecar en armes. Després del Setge de Balaguer (1413) el governador d'Aragó va assetjar la localitat l'1 de novembre de 1413.

### Segle XVI fins a l'actualitat
Ja en l'edat moderna, quan el castell havia perdut la importància estratègica amb la qual va ser construït, es va remodelar el recinte substituint al segle xvi l'església originària per l'actual. La torre, a excepeció dels seus murs, va ser perdent complements, com la galeria i la pròpia sostre, així com els pisos interiors. Recentment, la torre ha estat restaurada entre 1987 i 1990 per la Diputació General d'Aragó.

## Arquitectura
Es tracta d'un castell, o recinte fortificat, compost per un mur i restes d'algunes torres. A l'extrem nord del recinte s'eleva l'única torre que es conserva completa, que tancaria la fortificació per aquest costat. A l'interior del recinte hi havia una petita església romànica, que va aparèixer durant la restauració de l'abadia. L'església és de petites dimensions, construïda en carreuons, i constava de nau única tancada per absis semicircular. L'absis i l'arrencada de la volta es conserven adossats a la casa abadia, mentre la resta només pot veure's parcialment la fonamentació. El recinte emmurallat protegeix la torre pels costats sud, est i oest. Està realitzat en carreuons amb un aparell diferent del de la torre i amb morter molt dur. Prop de la torre, a l'angle nord-est, es conserva l'arrencada d'un bastió. Va constar a més de tres bastions en els costats est, oest i sud, units per un mur.

### La torre
L'element més ben conservat de tot el recinte és la torre, original del segle xi, la qual ha estat restaurada recentment per la Diputació General d'Aragó. La torre del castell d'Abizanda, element més visible d'aquest recinte fortificat, s'ha conservat pràcticament tal com es va construir al segle xi, completant més amb un recinte emmurallat. La torre d'Abizanda és una de les més espectaculars de l'Alt Aragó, amb al voltant de 24 metres d'alçada repartits en cinc plantes, totes elles realitzades amb pisos de taules recolzats sobre bigues que al seu torn recolzen en sortints en cada un dels murs. La fàbrica de la torre d'Abizanda presenta dues fases de construcció.
A la planta segona de la torre hi ha l'accés mitjançant una porta adovellada sobre la qual s'observa un arc de mig punt de petites dovelles. En el seu interior destaca la biga de fusta original amb els buits en els dos extrems per a les pollegueres, que indiquen que la porta era de doble fulla de fusta. S'arribaria a la mateixa mitjançant una escala de mà que es col·locaria i retiraria des de l'interior. En l'actualitat s'ha construït una escala de fusta enganxada a la paret per facilitar l'accés als visitants. En aquesta segona planta s'ha realitzat una obra de fusteria intentant reproduir l'aspecte que havia de tenir en el seu origen en els diferents pisos i la comunicació que hauria entre tots dos. Possiblement a la tercera planta habitaven els habitants de la torre, atès que és la més confortable per utilitzar com a habitatge. En aquest pis s'observa una finestra oberta al centre del mur oest composta per un doble arc de mig punt amb mainell i un capitell trapezoidal des de la qual es controla el territori occidental de la comarca de Sobrarbe i el camí que arribada des d'Aínsa. La quarta planta també havia de ser habitable, ja que en el mur sud s'obre una finestra de doble arc de mig punt mirant al pati d'armes. La cinquena planta era exclusivament defensiva, amb total finalitat de vigilància del terreny, en ella s'emmagatzemaven les pedres per a ser llançades des de dalt. El sòl de taules es recolza sobre dos arcs de mig punt, i té en el centre de cada un dels murs una estreta porta en arc accedint al cadafal de fusta que recorre exteriorment el perímetre de la torre.
El recinte emmurallat que envolta la torre d'Abizanda, es conserva en gran manera. Aquest llenç de muralla és d'obra de carreuons i argamassa i sembla en el seu conjunt una obra immediatament posterior a la de la torre principal. Es tracta d'un llenç rectangular i irregular, de prop de seixanta per vint metres, articulat en quatre petits cubs quadrats desiguals i en diferent estat de conservació. El cub del costat est es va utilitzar per construir en el seu interior la volta de quart d'esfera de l'absis, precedit de la volta pre-absidial de mig canó, corresponent a una petita església de planta lleugerament rectangular descoberta el 1998 que estava adossada a la part exterior d'aquest llenç de muralla. En aquest mur s'observen setze estretes obertures, a manera d'espitlleres rectangulars, gairebé sense vessament, que perforen a diferents altures la part baixa de l'absis i l'arc del presbiteri, que apareixen també en el llenç de la muralla a l'esquerra. Possiblement es tracta d'espitlleres que defensaven el primitiu camí de pujada al castell que discorria pel flanc est d'aquest.